# Vlag van Marne-Middelsee

Vlag van het waterschap Marne-Middelsee
(ca. 1998-2004)

De vlag van Marne-Middelsee werd op onbekende datum omstreeks 1998 vastgesteld aan het Friese waterschap Marne-Middelsee toegekend. In 2004 ging het waterschap op in het wetterskip Fryslân. Hiermee verviel de vlag.

## Beschrijving
De beschrijving van de vlag is als volgt:
vijf golvende lengtebanen met een hoogteverhouding van 1/2 : 1 : 3 : 1 : 1/2, waarbij de middelste (brede) baan verticaal in tweeën is gedeeld, de kleuren van de banen respectievelijk groen, wit, blauw/rood, wit en groen. In het blauw aan de broekzijde een gele klaver van 1/3 vlaghoogte.
De vlag vormt een zeer vereenvoudigde en abstracte afleiding van het wapen van deze waterschap. In de middelste baan zijn de belangrijkste kleuren van het wapen helder opgenomen: blauw en rood. Om een gebalanceerd beeld te creëren, zijn er twee witte golvende banen in het ontwerp opgenomen. Het uiterste gedeelte van de zoom van het wapen komt hier aan de boven- en onderkant van de vlag voor als versierde golvende banen. Aan de achterkant van de broek is een van de klavers uit het wapen in het blauw verwerkt.

## Verwante symbolen

Wapen van Marne-Middelsee

Aa en Maas · Amstel, Gooi en Vecht · Brabantse Delta · Delfland · De Dommel · Drents Overijsselse Delta · Fryslân · Hollands Noorderkwartier · Hollandse Delta · Hunze en Aa's · Limburg · Noorderzijlvest · Rijn en IJssel · Rijnland · Rivierenland · Scheldestromen · Schieland en de Krimpenerwaard · De Stichtse Rijnlanden · Vallei en Veluwe · Vechtstromen · Zuiderzeeland
Voormalige waterschappen: 
De Aa · De Aarlanden · Alblasserwaard en de Vijfheerenlanden · De Alm · Amelander Grieën · Amstel- en Gooiland · Amstelland · Boarn en Klif · De Bovenvecht · Drentse Aa · Duurswold · Eemszijlvest · Goeree-Overflakkee · Gouwelanden · Groot Maas en Waal · Groot-Haarlemmermeer · Groot-Waterschap van Woerden · Groote Waard · Haarlemmermeerpolder · Hulster Ambacht · IJsselmonde · Krimpenerwaard · Land van Heusden en Altena · Het Lange Rond · Lauwerswâlden · Leidse Rijn · Linge · De Maaskant · Het Maasterras · Mark en Dintel · Marne-Middelsee · Meer en Woude · De Middelsékrite · De Nederwaard · Noord-Beveland · Noord- en Zuid-Beveland · Noord-Limburg · Noord-Veluwe · Noordhollands Noorderkwartier · Noordoostpolder · Noordwoude · Oldambt · Oude IJssel · De Overwaard · De Proosdijlanden · Purmer · Regge en Dinkel · De Runde · Salland · Schermer · Schieland · De Schipbeek · Schouwen-Duiveland · Sevenwolden · De Stellingwerven · Tholen · Tusken Waed en Ie · Uitwaterende Sluizen in Kennemerland en West-Friesland · De Vechtlanden · De Vier Noorder Koggen · Het Vrije van Sluis · De Waadkant · Walcheren · Waterland · De Waterlanden · Westergo's IJsselmeerdijken · Westerkwartier · Westfriesland · Wilck en Wiericke · Wilhelminapolder · Zuiveringschap Limburg